# 슈엘
슈엘은 《플라워링 하트》에 등장하는 가상의 인물이다.

## 소개
- 상징 꽃: 하늘색 눈꽃, 연보라색 꽃  (희망, 순수)
- 상징석: 은색 다이아몬드, 흰색 진주 (순결, 순백)
- 상징색: 보라색
- 마음의 상징: 아름다움
- 변신 아이템: 미스터리 퍼퓸
- 특기: 마법, 예술

## 캐릭터 소개
처음 등장할 때는 칸나비스의 명령을 받고 트럼프와 함께 절망 에너지를 모았지만, 2기부터는 아리 일행과 함께 희망 에너지를 모은다.

## 작중 행적

### 1기
5화에서 첫등장. 햄스터로 변한 체스를 알아보지 못한다. 체스가 "왜 그게 너한테 방해가 되는데?"라고 말하자, "나는 장차 플라워링 왕국의 왕위를 이을 트럼프 왕자와 결혼하고 왕비가 될 몸이라고. 내가 마음만 먹으면 저런 여자애들 한두 명쯤을 절망에 빠뜨리는 건 일도 아니야."라고 말한다.
7화에서는 트럼프와 같이 회사에 왔고 트럼프는 그냥 구경이나 한다며 마오와 함께 가버리자 "이번에는 이 슈엘님이"라고 말하며 어딘가로 가서 회사원으로 변신해 우수하의 엄마에게서 절망 에너지를 얻어낸다. 그러고 뒤 트럼프를 불러 엄청난 일을 해냈다며 갔는데, 진아리와 친구들이 희망 에너지를 모이는 모습을 보고 "또 쟤네야?!"라고 말하며 그냥 가버린다.
9화에서는 트리플 점프에 성공하지 못하는 피겨스케이팅 선수 소녀를 보고 피겨스케이팅 선수로 변신해 그 아이 앞에서 엄청난 트리플 점프를 선보인다. 그 아이가 트리플 점프에 실패하자 다가가서 절망적인 말을 하며 절망 에너지를 만들어낸다. 그다음 트럼프에게 다가가 "잘 봐둬. 이번에 얻게 될 절망 에너지는 엄청 커다랄 거니까."라고 말한다. 조금 뒤 
트럼프가 "이번에도 어렵겠는데"라고 말하자 "어? 또 쟤네야?!"라고 말하며 자리를 피해버린다.
12화에서도 변신하지 않고, 스튜어디스로 변신한 아리와 같은 일을 하는 선우민의 사촌 언니 선우란이 저혈당증을 앓고 있는 남성 승객을 구하려고 과자를 찾자 아리의 일을 방해하려는 심산으로 기내식 보관시설에 몰래 들어가 음식들을 모두 어질러놓는다. 다행히 아리가 한 남자아이의 사탕을 빌려 환자를 구조한다.
그리고 13화에서는 제주도에서 언니 신소윤과 조개 목걸이를 두고 한바탕 싸우다 집을 나간 신소미가 언니와 화해하려고 모래사장에서 조개를 줍는 모습을 보고 슈엘이 지나가는 피서객으로 변신해 목걸이를 새로 만든다고 언니의 기분이 풀릴 것 같아? 네 언니는 아예 너라는 존재가 없어졌으면 좋겠다고 말했는데도 너는 언니와 화해할 마음이 있냐고 매도한다. 이 때문에 절망에 물든 소미가 바다에 빠지자 슈엘은 소미를 구할지 절망 에너지를 모아야 할지 망설인다. 다행히 14화에서 해상 구조대원으로 변신한 수하와 민이 소미를 구해주었다.
15화에서 제주도에서 돌아온 이후 트럼프를 좋아하는 아리에게 질투를 느끼기 시작했다. 그러다가 아리네 반의 친구인 지은이가 아버지로부터 받은 생일선물인 별 모양 목걸이가 없어지는 바람에 아리가 누명을 쓰자 수하가 목걸이를 훔친 용의자를 조사하던 도중 슈엘을 유력한 범인으로 지목했다. 슈엘은 자신은 별 모양 목걸이를 훔친 적 없다고 변명하지만 수하는 슈엘이 지은이의 목걸이를 본 적이 없다는 사실을 말하며 추궁한다. 이후에 지은이의 가방에서 목걸이가 발견된다. 하굣길에 아리가 자신이 트럼프에게 부탁한 그림을 받고 좋아하자 대놓고 아리에게 자신은 트럼프와 약혼 관계임을 밝힌다. 뒤이어 슈엘에게 아이 유괴범 2인조가 나타나고 그때 슈엘은 스스로 차에 오르면서 "뭐해요? 출발 안하고?"라고 말한다.
유괴범들이 슈엘의 핸드폰을 빼앗자 돌려달라고 말한다. 중간에 유괴범들이 편의점에서 산 바나나 우유를 슈엘에게 주지만 자신은 초코 우유 이외에 안 먹는다고 하면서도 결국 다 마셨다. 유괴범 2인조 중에 남자는 딸기 우유를 마시고 쓰레기통에 버렸는데 이때 남긴 지문 덕분에 경찰관으로 변신한 아리 일행은 슈엘이 갇힌 아지트를 발견한다. 기회를 틈 타 어른으로 변신하여 탈출하려고 했지만 유괴범들에게 마법의 꽃반지를 빼앗기고 폐창고에 갇혀버려서 실패한다. 직후 유괴범들을 쓰러뜨린 아리 일행에게 구출되고 아리 품에 안겨 따뜻한 느낌을 받았다.
17화에서는 자신을 잊지 않고 구해주러 온 트럼프에게 고마워하던 중에 마오와 함께 마법계로 송환되어 칸나비스의 질책을 받는다. 이후 어떻게든 절망 에너지를 모아야겠다는 의도로 또 다시 악행을 벌이는데 마침 아리 일행이 민의 집에 놀러가 민의 동생들을 돌보게 되자 아리 일행 몰래 민의 막내 동생들인 금이&은이가 먹을 이유식에 소금을 많이 넣고 범인으로 큰 남동생 건이&강이를 지목한다. 민이가 건이&강이에게 책임을 묻는 동안에도 안방으로 들어가 민이네 부모님의 결혼사진 액자를 바닥에 깨뜨리고는 침대 위에 티슈를 가지고 장난치는 금이&은이가 그랬다며 남 탓으로 돌리는 등 대놓고 잘못을 회피하는 모습을 보인다. 하지만 아리 일행이 자신이 의도했던 것과 다르게 민의 동생들을 잘 돌보고 마침 공원에 찾아온 트럼프도 민의 동생들과 놀아주는 모습을 보게 된다.
19~20화에서는 아리 일행과 함께 놀이공원에 놀러갔는데 놀이공원에 사람들이 많이 모인다는 것을 알고 엄청난 양의 절망 에너지를 모을 기회로 삼았다. 그리고 오랜만에 어른으로 변신하는데 이번에는 전기 수리공으로 위장하여 놀이공원의 전력공급을 차단한다. 전기 관리실에서 비상 전력을 가동하면서 놀이공원의 소란은 진정되지만 비상 전력에 포함되지 않은 대관람차에 화재가 생긴다. 그 대관람차에 아리와 트럼프가 탑승하여 꼼짝없이 갇혀있기 때문에 걸리적거리는 아리까지 없애버릴 절호의 기회였다. 그러나 소방구조대원으로 변신한 수하와 민의 활약으로 아리와 트럼프는 무사히 빠져나올 수 있었다.화재 사건이 발생한 직후 트럼프를 다시 찾아서 왜 자기가 아닌 아리랑 같이 있냐고 화를 내지만 트럼프는 오히려 슈엘에 신경도 쓰지 않자 슈엘은 더 이상 용서하지 않겠다며 화가 나서 가버린다.
놀이공원에 갔다 온 이후로 아리에게 극도로 증오심을 느끼게 되었다. 아리가 트럼프와 고백데이 때 고민상담실에서 만나자는 약속을 엿듣고 둘이 만나지 못하게 철저히 방해 공작을 한다. 아리 일행이 잠시 자리를 비운 사이에 트럼프를 위해 셰프로 변한 민이 만든 음식과 수하가 꽃으로 꾸민 고민상담부실을 쥐와 바퀴벌레가 들끊는 더러운 곳으로 만들어 버렸다.이후 풀이 죽은 아리가 체스의 설득과 노력으로 수제 초콜릿을 만들어 공원에서 다시 만나자는 메시지를 트럼프에게 제대로 전달하는데 트럼프가 아리의 메시지를 확인하기도 전에 슈엘이 그걸 지워버린다.
23화에서 트럼프가 다시는 자기에게 아리 이야기를 꺼내지 말라고 말하자 트럼프의 흑화를 확인한다.
24화에서는 햄스터에서 인간의 모습으로 변한 체스에게 "미안하지만 난 널 동생 이상으로 생각해본 적 없어"라는 말을 듣고 분노하고 있는데 마오가 "저 여자아이에게 트럼프 왕자님과  체스 왕자, 둘 다 빼앗기셔도 괜찮겠습니까?"라는 말을 듣고는 "체, 나한테 다 생각이 있어"라고 말한 뒤, 마오를 시켜 아리의 애완견인 해피를 데리고 온 다음 플라워링 왕국에 숨겨두려고 했다.그런데 해피가 교통사고를 당하는 모습을 본다.
플라워링 왕국에서 칸나비스 왕비에게 "그 아리란 아이에게 희망의 불씨가 남아있어요."라는 말을 듣는다. 해피를 죽이려고 하다가 체스에게 들킨다. 마지막에는 아리가 "슈엘 네가 해피를 그렇게 만든거야?"라고 말을 하자 "맞아. 내가 그랬어."라고 말하며 순순히 인정한다. 아리가 "그럼 해피는?"이라고 묻자 "복수한거야! 진아리, 너도 나에게서 소중한 사람들을 빼앗아갔잖아!"라고 눈물을 흘리면서 말한다.
26화에서는 마법을 한 번밖에 쓸 수 없는 저주에 걸린다. 트럼프에게 "아리를 절망에 빠뜨릴 수 있는 절호의 기회였는데, 왜 망설인거야?"라고 말하자 더 이상 물러날 곳도 없다고 생각한다. 동물병원에서 미스테리 퍼퓸을 들고 망설이다가 "내가 왕비가 될 수 있는 마지막 기회야. 무서워. 이 마법을 써버리면, 모든 게.. 난 늘 겉으로는 강한 척했었지만, 사실은 언제나 무서웠어.속마음을 숨긴 채 강한 척하느라 내가 친구 같은 건 사치라고 생각했지.하지만 몇번을 차갑게 뿌리치고 멀리 해도 그 아이들은 내 곁에서 웃어줬어.날 위해 위험을 무릅쓰고 찾아와 주었고. 나를 친구로 생각해주던 그 아이들 뿐이었는데..친구들을 아프게 하고 싶지 않아. 상처주기 싫단 말이야. 그게 내 진짜 마음이라고. 아니, 필요없어! 내가 진짜 원하는 건 친구들의 행복이야! 자기 앞가림도 못하는 주제에 남을 돕겠다고, 오지랖만 넓은 바보 같은 아이들이지만, 누가 뭐래도 그 아이들은 내 소중한 친구라고!"말하며 해피를 마법으로 살려낸다. 마지막에 아리, 수하, 우민, 체스가 슈엘을 찾아오며 "우리 평생 친구하는거야!"라는 말에 "정말?" 이라고 말한다.

### 2기
자신의 잘못을 깨달은 슈엘은 진아리 일행과 체스의 환대를 받으며 고민 상담부의 정식 멤버가 되었고, 진아리 일행과 함께 적극적으로 희망 에너지를 모으기 위해 활동하지만 아리 일행과 함께 첫번째 사건을 해결하기 위해 발레 학원으로 향하다가 잠깐 트럼프와 마주쳤지만 트럼프는 아리일행을 외면했다. 나래는 태권도장을 운영하시는 부모님 때문에 하고 싶은 걸 못하고 태권도만 해왔지만, 얼마 전 나래는 발레리나들이 발레공연하는 모습을 보고, 발레리나를 동경하지만 부모님의 강한 반대와 태권도에 대한 기대에 부딪쳐 발레를 하고 싶다고 말을 할 수 없었다며 고민 상담부에 있는 진아리 일행에게 찾아온다. 나래를 돕기 위해 아리, 수하, 민이 발레리나로 변신한 모습을 바라보고만 있었다.
아리, 수하, 민에게 발레 교습을 받는 나래가 걱정되어 살충제를 민에게 전해주었다. 다음날 학예 발표회가 있던 날, 어둠의 마법을 이용하여 최도진 선생님을 조종해 절망에너지를 모으려는 트럼프의 음모로 나래가 체육관 창고에 갇히게 되자 아리, 민, 수하와 함께 사라진 나래의 행방을 찾으러 나선다.
아리가 트럼프의 함정에 빠져 창고에 갇힌 나래를 구하고, 자신이 직접 나서서 나래의 공연을 진행시키려 하자 나래는 부모님의 대한 부담감 때문에 걱정되어 도망치려 하지만, 나래를 도와주고 싶었던 자신의 진심이 부서졌던 미스테리 퍼퓸을 되찾아 봉인되었던 마법의 힘을 깨운 덕분에 슈엘은 미스테리 퍼퓸을 사용해 발레리나로 변신할 수 있게 되었고, 공연을 포기하려던 나래에게 잃어버린 용기를 심어주게 되면서 나래가 무사히 공연을 마칠 수 있도록 도와준다. 나래의 공연이 잘 끝났지만 아직 최도진 선생님이 트럼프에게 조종당한 채, 난동을 부리고 이를 체스가 개방한 빛의 마법으로 아리, 수하, 민과 함께 빛의 수호자로 변신해 힐링 레이라는 기술로 정화했다. 돌아가는 길에 사실 자신은 나래를 별로 도와주고 싶은 마음 같은건 없었다고 말하며 쑥스러워한다.
등교길에 어둠의 마법을 사용한 범인이 트럼프란 사실을 체스와 둘만이 아닌 사실로 당분간 숨긴다. 일행 4명과 고동우가 한 조로 공룡을 소재로 한 학교 신문을 만들게 되었는데 본인은 마법계 출신이라 공룡을 징그럽게 생각하고 동우의 마을 공터 화석 찾기에도 가장 귀찮아한다. 아이러니하게도 다음날 그 공터에 새로 개발 공사가 진행되어 동우의 꿈이 좌절될 위기에 처하자, 수하와 함께 고생물학자로 변신한다.
수하와 함께 벨로키랍토르의 화석에 대한 정확한 증거 자료를 제시하면서 인부들에게 공사 중단을 요구하지만 트럼프에게 조종당한 인부들은 그대로 공사를 강행하는 바람에 수하와 둘만이서는 힘이 부족한 상황이었는데 아리와 민이 기자와 카메라맨으로 변신해 도와준다. 어둠의 마법에 물든 인부들은 힐링 레이로 정화한다.무사히 공터를 지켜낸 아리 일행과 동우는 화석에 관한 기사를 신문에 작성하는 것으로 마무리되었다.
학교 마친 다음 혼자 편의점에 들러 컵라면을 먹으러 온 슈엘은 학교 앞 편의점에서 일을 하던 라온과 만나게 되고, 그녀와 어느새 점점 가까워지면서 친해진다. 그러던 어느날, 라온이 코미디언 오디션을 보러 가는 동안 대신 편의점에서 일해 줄 사람이 없어서 절망에 빠지게 되고 라온에게서 절망 에너지를 감지한 슈엘은 편의점 아르바이트생으로 변신하여 라온을 도와주고, 오디션을 마치고 편의점으로 돌아온 라온에게 처음으로 환한 미소를 보이게된다.
편의점을 나오는 안여린 선생님을 발견한 직후에 라온의 관심을 받는다.이후 안여린 선생님이 전설의 야구선수 구승리 감독님의 썬더스톰 여성 야구단에 속했단 사실을 알게 된다. 그리고 썬더스톰과 레드 페퍼스 팀간의 야구 경기를 관전하는데 상대팀의 압도적인 경기력 앞에 썬더스톰이 패배의 위기에 놓이게 되자, 경기도중, 썬더스톰 선수들에게서 나타난 절망에너지를 감지하게 되고 아리, 수하와 함께 치어리더로 변신하여 썬더스톰을 구원하기 위해 나선다.
아리, 수하와 함께 치어리더로 변신하여 썬더스톰을 응원한다.
구원투수 겸 타자로 나온 민이 추가실점을 막고 3점홈런을 날리는 상황을 펼쳤지만 만루 홈런이 될 수 있는 상황이 어둠의 마법으로 3점홈런에 그치는데 여기서 체스와 함께 어둠의 마법을 감지하고, 안여린의 결승타로 썬더스톰이 7:6으로 승리를 거두자 레드 페퍼스에게 깃든 어둠의 마법을 빛의 마법으로 정화했다.
꽃망울 초등학교 5, 6학년이 단체로 경주 수학여행을 떠나게 되었다. 민이 건네주는 지렁이 젤리에 처음은 망설였지만 먹어보니 의외로 맛있다는 반응을 보였다. 사진 속 문화재를 찾아가 같은 곳에 들린 사람과 한 조가 되어 인증 사진을 찍는 미션에서는 민과 파트너가 되어 인증 사진을 찍었다. 이후 숙소에 들렸는데 나기찬이 우물 속에 귀신이 산다고 했지만 아무도 그 사실을 믿지 않았고, 그날 밤에 기찬이가 직접 귀신으로 변장하고 장난치자 베개싸움으로 기찬이를 쫓아 보냈다.
아리에게 트럼프는 절망 에너지를 모으고 있다며 경계를 늦추지 말라고 충고하지만 아리는 자신의 눈에 트럼프는 악하게 보이지 않았다고 말했다. 그때 화장실 찾던 기찬이가 우물가를 지나다가 우물 속에서 무언가 튀어나오자 놀라는데 진아리 일행의 수학여행을 망치려는 오셀로의 음모로 우물 속에 해충들이 튀어나와 밖으로 나온 아이들을 위험에 빠뜨리자, 민이와 함께 해충방제 전문가로 변신했다.
민과 힘을 합쳐 오셀로가 어둠의 마법으로 조종하는 해충 떼를 몰아내면서 사건을 해결했다. 그리고 아침 체육시간에 체스가 이제는 아리에게 지금까지 어둠의 마법을 일으킨 사건의 범인이 트럼프란 사실을 말해야겠다고 슈엘에게 알려주고 실행에 옮기지만 오히려 아리의 방해를 받아 체스가 날아가버렸다. 그 후 화랑 체험 등 다양한 볼거리를 구경하며 시간을 보내다가 오셀로가 또다시 일으킨 범행으로 폭풍우가 몰아치면서 피신한 석굴암 동굴 속에 갇히는 위기에 처한다.
고고학자로 변신한 수하가 석굴암의 비밀통로로 모두를 탈출시키는 활약을 펼치고 이후 힐링 레이로 오셀로가 파괴한 석굴암을 원상복구시켰다. 이후 수학여행의 마지막 밤에 캠프 파이어를 가졌다.
같은 반 친구인 김유니가 드림호의 체험탑승자 공모전에 응모하자 사연 영상을 만들어 유니를 지원했다. 이후 유니가 놀라운 얼굴로 체험 탑승자로 뽑혔다는 결과를 받아들이자 다같이 기뻐했고 이후 자신을 도와준 유니의 보답으로 우주 항공연구소로 초대받았다.모두 들뜬 마음으로 유니가 드림호에 탑승하는 순간을 바라보지만 트럼프가 유니랑 같이 탑승하는 우주비행사 한울을 조종하여 그로 하여금 멋대로 우주선을 발사하는 바람에 우주선 안에 갇힌 유니가 위기에 처한다. 유니를 구하기 위해 아리 일행 모두 우주비행사로 변신했다.
마법으로 만들어진 희망호를 타고 우주로 날아갔다. 잠시 처음 와보는 광활한 우주 감상에 빠졌지만 곧 아리와 함께 구출조로 나가 드림호에 갇힌 유니를 구출하고 한울을 힐링 레이로 정화한 뒤 두 사람을 희망호에 태우고 지구 귀환 작전을 시도한다.무사히 지구로 돌아왔다.
트럼프가 안여린 선생님과 구승리 감독님의 결혼식을 망치려는 음모를 알아챈 슈엘은 트럼프를 찾아가 “트럼프오빠, 뭐가 오빠를 이렇게 변하게 만든거야?”이라고 말하자 “변한 건 내가 아니라, 슈엘 바로 너야!”라는 말을 듣는다.오후,결혼식 공연 준비를 위해, 축가를 부르는 대신 마술 공연을 하기로 결정한 진아리 일행은 슈엘, 체스와 함께 공원에서 펼쳐지는 마술 공연을 관람한다. 공연을 관람하던 슈엘이 체스에게 트럼프가 두 사람의 결혼식을 망칠 거대한 음모를 꾸밀 것 같다며 자신이 직접 나서서 두 사람의 곁을 지키겠다는 부탁을 하게 되고 트럼프의 음모를 막기 위해 두 사람을 미행하기 시작한다.그 날 오후, 아리와 친구들이 학교 강당에서 마술 연습을 하는 사이 안여린 선생님과 구승리 감독님이 눈치채지 못하게 변장을 하고, 두 사람을 몰래 미행하던 슈엘은 트럼프가 두 사람이 대화하던 장소까지 따라 온 것을 목격한 나머지 두 사람을 걱정하기 시작한다.두 사람을 계속 따라 다니며 가구점 주변을 두리번거리던 슈엘은 안여린 선생님이 침대 위에 누워 행복해하는 모습을 사진으로 찍으며 기분 좋아하는 그의 표정을 보고, 두 사람의 행복을 반드시 지키겠다는 다짐을 하지만, 웨딩홀에까지 몰래 미행하다가 두 사람에게 미행을 한 것을 들키게 된 슈엘은 두 사람과 같이 웨딩홀로 동행하게 되고 그곳에서 두 사람의 결혼식 준비 과정을 지켜본다.안여린 선생님의 권유로 웨딩드레스로 갈아입은 자신의 모습을 보여주게 된 슈엘은 두 사람으로부터 자신이 드레스를 입은 모습이 잘 어울린다는 말을 듣게 되고, 안여린 선생님의 부탁으로 결혼식장 주변에서 꽃잎을 뿌려주며, 신랑과 신부를 행복의 길로 이끌어주는 아이의 역할인 화동을 맡게 된다.저녁에 안여린선생님과 구승리감독님이 떠나자 "선생님이 원하는 반지를 찾으시면 좋겠는데"라고 말하자 반지에서 빛이 나며 쥬얼리 디자이너로 변신해 결혼반지를 만든다.
오셀로가 의식이 희미해져간 트럼프의 상태를 지켜보던 도중, 트럼프를 뒤쫓던 슈엘이 저주의 마법 목걸이를 트럼프에게 넘겨준 범인이 오셀로의 짓이라는 것을 눈치채고, 절망의 공간 속으로 들어가 오셀로와 대화를 한다. 슈엘은 트럼프에게 주었던 어둠의 마법이 얼마나 위험한 것인지를 알면서도 왜 그런 짓을 했는데에 대해 물어보자, 오셀로는 오히려 자신을 왜 훈계하냐는 질문을 되묻게 되고 지금이라도 트럼프를 원래 모습으로 돌려 놓으라는 슈엘의 경고에도 불구하고 오셀로는 절망하는 사람들을 보며 기뻐했던 자신의 모습을 떠올리게 해주겠다며 슈엘을 협박하여 어둠의 마법을 사용해서 상점의 간판을 떨어트려 어린 여자아이를 다치게 만들려 하자 그 아이를 구했다.
트럼프가 어둠의 마법을 사용해 마을 광장에 설치된 크리스마스 트리를 쓰러뜨리자 체스가 수하를 찾아가는 사이, 아리의 연락을 받고 광장에 도착한 슈엘은 아리, 민과 함께 파티시엘로 변신하여 절망에 빠진 파티시엘과 마을 사람들을 구하기 위해 나선다.
크리스마스 트리가 쓰러지고 축제 거리가 난장판이라 어떻게 도와줘야 할지 난감한 상황에 수하가 파티시엘로 변신한 모습으로 나타나 빵과 케이크로 트리를 새로 쌓는 아이디어를 내놓았다. 이에 수하와 민이 트리를 쌓는데 필요한 녹차빵 제작에 착수하고 슈엘과 아리는 가게 안으로 들어가 마법으로 생크림 케이크를 대량 제작한다. 도중에 트럼프가 산타 직원과 루돌프 모형을 조종하여 다시 난장판을 일으키려고하지만 힐링 레이로 정화하고 마을 사람들이 희망을 되찾게 했다. 이후 수하가 화해의 선물로 우정의 생크림 케이크를 아리에게 주면서 모두 행복한 크리스마스를 보낼 수 있었다.
이후 수하는 나머지 일행에게 자신이 체스를 좋아한다는 사실을 밝혔고 어릴 적부터 체스에 대해 잘 알던 슈엘이 적극 도와주기로 했다. 체스와 더욱 가까워질 기회로 어디 놀러가기로 하는데 수하는 마침 이번에 독일에 계신 아버지가 F1 레이스 경기를 보러 잠시 귀국하길래 자신도 아버지를 보러 레이스 경기장으로 가야한다고 말했고 이에 나머지 일행도 수하를 따라 레이스 경기장에 갔다.그곳에서 수하의 아버지와 함께 일하는 르네, 그리고 수하의 아버지가 다니는 회사가 스폰하는 여성 레이서 김경연 선수를 만났다. 민이 경연의 차량을 구경하며 자신도 경연처럼 멋진 레이서가 되고싶다고 하자 원래 네 꿈은 축구 선수 아니었냐며 옆에서 말한다.
수하가 레이서로서 콜드맨을 견제하여 경연이 우승할 수 있게 직접 도와주는 한편 아리, 민, 슈엘은 피트크루로서 차량을 점검하고 타이어를 교체하는 역할을 담당했다. 아리 일행의 눈부신 활약으로 경연은 콜드맨을 따돌리고 우승을 차지하여 자신을 도와준 이들과 함께 수하의 아버지로부터 샴페인 세레머니로 축하받았다.칸나비스가 수하와 트럼프를 데리고 사라진 후, 어둠에 뒤덮힌 자신의 고향과 위기에 처한 하트 플라워는 물론 친오빠와 같은 트럼프와 절친이자 체스의 연인이었던 수하를 구하고 칸나비스의 사악한 검은 야망을 저지하기 위해 체스, 아리, 민과 함께 플라워링 왕국로 모험을 떠난다.

## 다른 캐릭터들과의 관계
- 우수하, 진아리, 선우민 : 친구
- 트럼프, 체스 : 좋아하는 사람
- 칸나비스, 오셀로 : 적

## 같이 보기
- 진아리
- 우수하
- 선우민
- 플라워링 하트